# Juegos Asiáticos de Invierno de 2011
Los VII Juegos Asiáticos de Invierno se celebrararon en Astaná y Almatý (Kazajistán), entre el 30 de enero y el 6 de febrero de 2011, bajo la denominación Astaná y Almatý 2011.

Participarán un total de aprox 900 deportistas representantes de 45 países miembros del Consejo Olímpico de Asia. El total de competiciones fue de 69 repartidas en 5 deportes.

## Proceso de candidatura
El 5 de enero de 2006, en Kuwait, se firmó el compromiso de Kazajistán en alojar la séptima edición de los juegos de invierno. El Gobierno de Kazajistán previno asignar 726 millones de dólares estadounidenses del presupuesto de 2008 para la renovación y construcción de las instalaciones deportivas para los juegos. Imangali Tasmagambetov, administrador de la ciudad de Almatý y ex primer ministro, expresó al momento de la firma del contrato:

Almatý al tener el derecho a organizar la séptima edición de los Juegos Asiáticos de Invierno, es indicativo del creciente papel de Kazajistán en la comunidad mundial como un país independiente. Kazajistán es cada vez más reconocida debido al gran respaldo de nuestro Presidente Nursultán Nazarbáyev. Una vez más, quiero felicitar a todos los residentes de Almatý y a todo el pueblo de Kazajistán por este evento excepcional.
Imangali Tasmagambetov, administrador de la ciudad de Almatý

## Participantes

### Deportes
Para la séptima edición, no se incluyeron en el programa los deportes de Snowboarding, Luge, Skeleton, Bobsleigh, Combinada nórdica y Curling. Bandy se incluyó por primera vez en el programa de competiciones, mientras que Curling y Snowboarding fueron excluido de la lista. La disciplina Salto de esquí retorno a las competiciones después de su ausencia en Changchun 2007.
| - Esquí alpino - Bandy - Biatlón - Esquí de fondo | - Patinaje artístico sobre hielo - Esquí acrobático - Hockey sobre hielo - Patinaje de velocidad sobre pista corta | - Salto de esquí - Esquí orientado - Patinaje de velocidad sobre hielo |

## Símbolos

### Fuego deportivo
La llama de los juegos fue oficialmente encendida en las Torres de Kuwait, en la Ciudad de Kuwait el 11 de enero de 2011, ceremonia a la cual fueron invitados todos los embajadores de los países asiáticos en dicho país. Ahmad al-Fahad al-Sabah, presidente del Consejo Olímpico de Asia y Temirkhan Dosmukhanbetov, ministro de turismo de Kazajistán, fueron los portadores iniciales de la antorcha. Luego fue entregada al reconocido patinador Abzal Rakimgaliev de Kazajistán para dar inicio al recorrido. El relevo continuó en Almatý el 12 de enero de 2011 y recorrió las 16 principales ciudades en Kazajistán durante 18 días de trayecto antes de llegar en la ceremonia inaugural en Astaná Arena el 30 de enero de 2011.

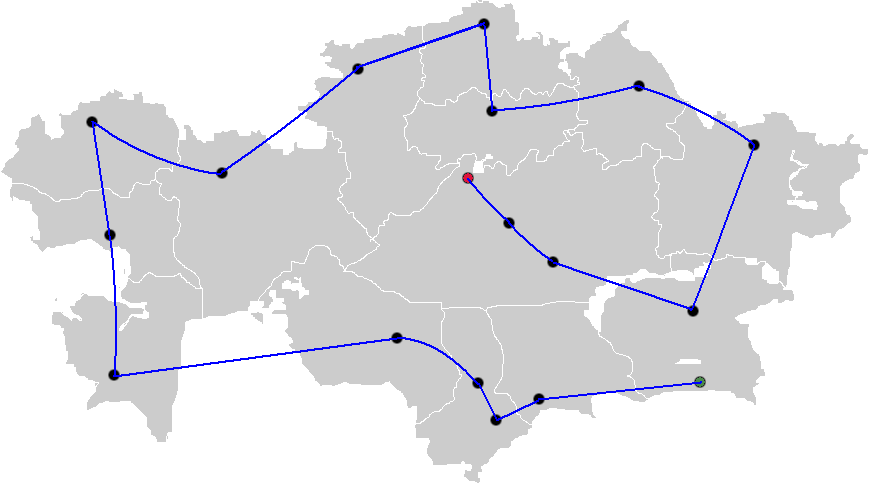
Relevo de la antorcha por Kazajistán.

### Logotipo

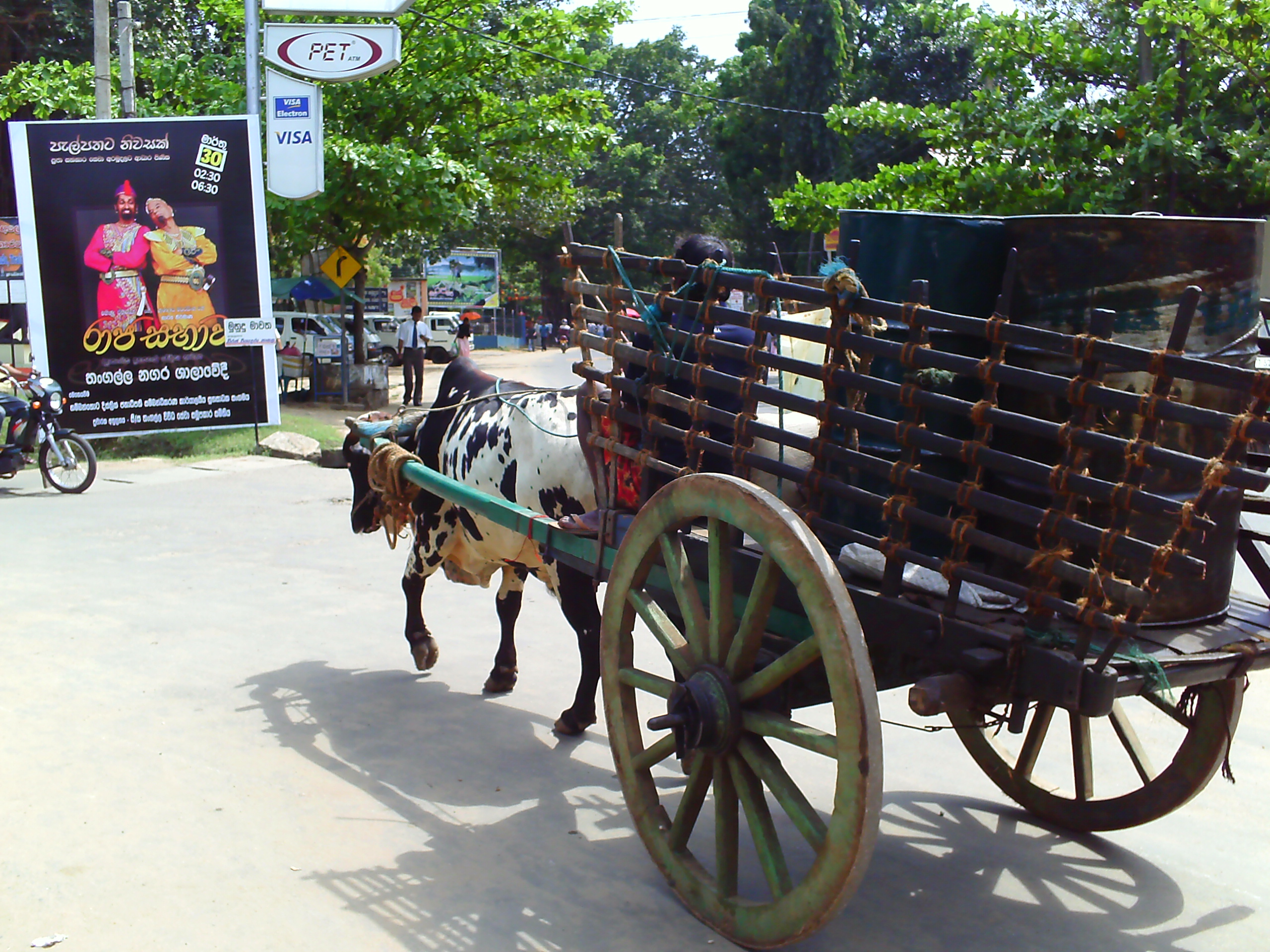
El carro de bueyes fue la inspiración del emblema de los juegos.

## Organización

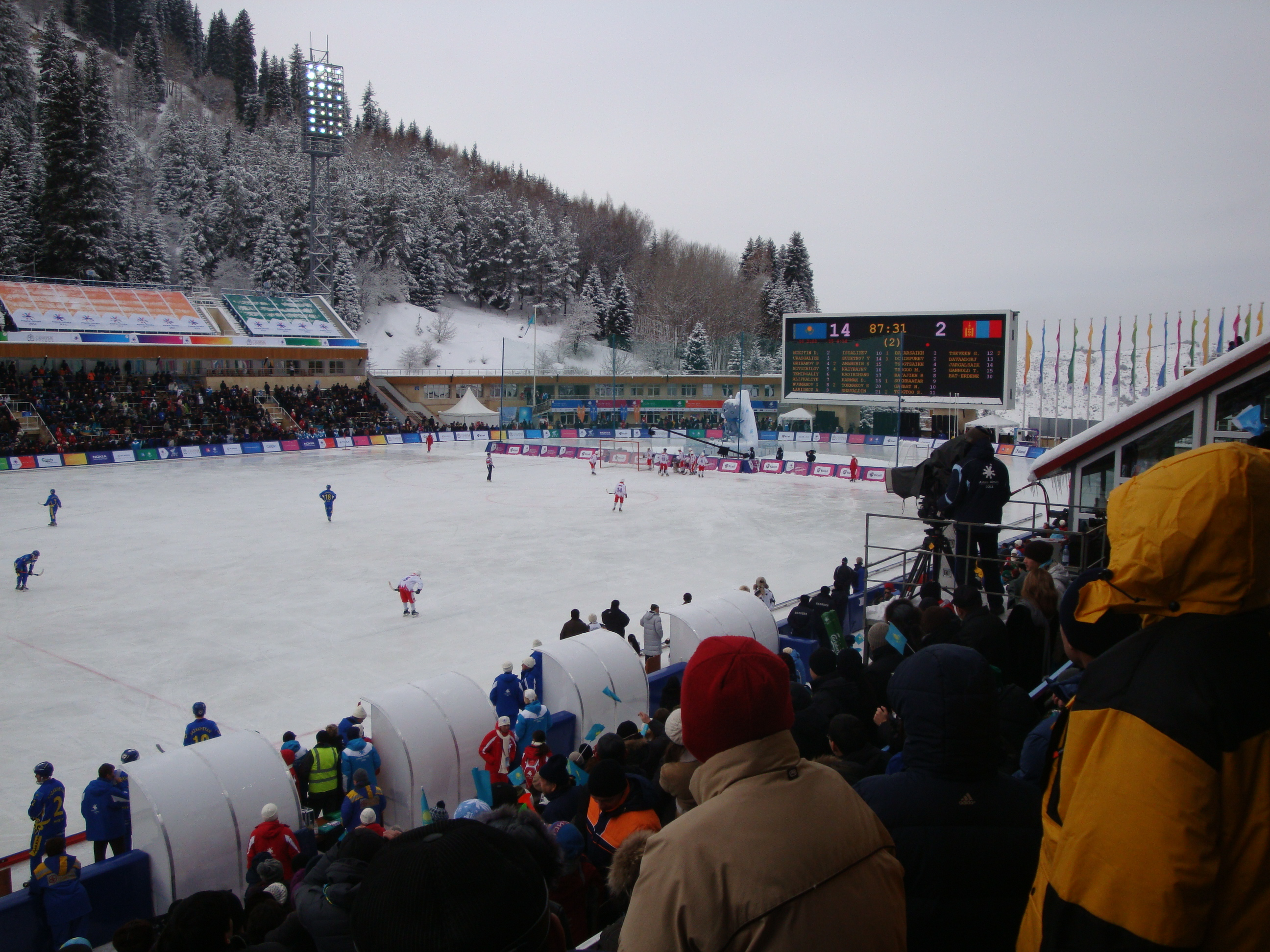
Arena Medeo, la final de las competiciones de Bandy.